# Amstelland Panthers 2014
Questa voce raccoglie le informazioni riguardanti gli Amstelland Panthers nelle competizioni ufficiali della stagione 2014.

## Eredivisie 2014

### Stagione regolare
| 2 marzo 2014 2ª giornata | Alphen Eagles | 20 – 0 | Amstelland Panthers |  |

| 9 marzo 2014 3ª giornata | Amstelland Panthers | 9 – 13 | Nijmegen Pirates |  |

| 23 marzo 2014 4ª giornata | Nijmegen Pirates | 6 – 9 (6-0 0-0 0-0 0-9) | Amstelland Panthers |  |

| 13 aprile 2014 6ª giornata | Amstelland Panthers | 0 – 35 | Alphen Eagles |  |

| 27 aprile 2014 7ª giornata | Amstelland Panthers | 43 – 7 | Hilversum Hurricanes |  |

| 4 maggio 2014 8ª giornata | Amsterdam Crusaders | 20 – 14 | Amstelland Panthers |  |

| 1º giugno 2014 10ª giornata | Amstelland Panthers | 14 – 20 | Arnhem Falcons |  |

## Statistiche di squadra
| Competizione           | %Vittorie | In casa | In casa | In casa | In casa | In casa | In casa | In trasferta | In trasferta | In trasferta | In trasferta | In trasferta | In trasferta | Totale | Totale | Totale | Totale | Totale | Totale |
| Competizione           | %Vittorie | G       | V       | N       | P       | Pf      | Ps      | G            | V            | N            | P            | Pf           | Ps           | G      | V      | N      | P      | Pf     | Ps     |
| ---------------------- | --------- | ------- | ------- | ------- | ------- | ------- | ------- | ------------ | ------------ | ------------ | ------------ | ------------ | ------------ | ------ | ------ | ------ | ------ | ------ | ------ |
| ED - Stagione regolare | .143      | 4       | 1       | 0       | 3       | 66      | 75      | 3            | 1            | 0            | 2            | 23           | 46           | 7      | 2      | 0      | 5      | 89     | 121    |
| Totale                 | .143      | 4       | 1       | 0       | 3       | 66      | 75      | 3            | 1            | 0            | 2            | 23           | 46           | 7      | 2      | 0      | 5      | 89     | 121    |